# Morunești
Morunești – wieś w Rumunii, w okręgu Aluta, w gminie Morunglav. W 2011 roku liczyła 284 mieszkańców.